# Гређани (Стара Градишка)
Гређани су насељено мјесто у Западној Славонији. Припадају општини Стара Градишка, у Бродско-посавској жупанији, Република Хрватска.

## Географија
Удаљени су 11 км сјеверозападно од Старе Градишке и око 4 км јужно од Окучана.

## Историја
Место је 1885. године било у саставу Новоградишког изборног среза за српски црквено-народни сабор у Карловцима. Ту је записано 671 православни Србин.
Гређани су се од распада Југославије до маја 1995. године налазили у Републици Српској Крајини. До територијалне реорганизације насеље се налазило у саставу бивше општине Нова Градишка.

## Становништво
Према попису становништва из 2011. године, насеље Гређани је имало 173 становника.
| Националност       | 1991. | 1981. | 1971. | 1961. |
| Срби               | 488   | 541   | 742   | 780   |
| Хрвати             | 17    | 6     | 6     | 2     |
| Југословени        | 3     | 50    |       |       |
| остали и непознато | 8     | 5     | 15    | 1     |
| Укупно             | 516   | 602   | 763   | 783   |

| Демографија | Демографија | Демографија |
| Година      | Становника  | Становника  |
| ----------- | ----------- | ----------- |
| 1961.       | 783         |             |
| 1971.       | 763         |             |
| 1981.       | 602         |             |
| 1991.       | 516         |             |
| 2001.       | 248         |             |
| 2011.       |             | 173         |

## Попис 1991.
На попису становништва 1991. године, насељено место Гређани је имало 516 становника, следећег националног састава:
| Попис 1991.‍  | Попис 1991.‍  | Попис 1991.‍ | Попис 1991.‍ | Попис 1991.‍ |
| ------------ | ------------ | ----------- | ----------- | ----------- |
|              |              |             |             |             |
| Срби         | Срби         |             | 488         | 94,57%      |
| Хрвати       | Хрвати       |             | 17          | 3,29%       |
| Југословени  | Југословени  |             | 3           | 0,58%       |
| Муслимани    | Муслимани    |             | 1           | 0,19%       |
| неопредељени | неопредељени |             | 2           | 0,38%       |
| непознато    | непознато    |             | 5           | 0,96%       |
| укупно: 516  |              |             |             |             |